# Albi di Dylan Dog (2001)
Albi del fumetto Dylan Dog pubblicati nel 2001.
| Nr. | Titolo                         | Mese di pubblicazione | Soggetto       | Sceneggiatura  | Disegni             | Copertina    |
| --- | ------------------------------ | --------------------- | -------------- | -------------- | ------------------- | ------------ |
| 172 | Memorie dal sottosuolo         | gennaio               | Paola Barbato  | Paola Barbato  | Giampiero Casertano | Angelo Stano |
| 173 | Per un pugno di sterline       | febbraio              | Tiziano Sclavi | Tiziano Sclavi | Bruno Brindisi      | Angelo Stano |
| 174 | Un colpo di sfortuna           | marzo                 | Pasquale Ruju  | Pasquale Ruju  | Giovanni Freghieri  | Angelo Stano |
| 175 | Il seme della follia           | aprile                | Paola Barbato  | Paola Barbato  | Luigi Piccatto      | Angelo Stano |
| 176 | Il "progetto"                  | maggio                | Tiziano Sclavi | Tiziano Sclavi | Giampiero Casertano | Angelo Stano |
| 177 | Il discepolo                   | maggio                | Tito Faraci    | Tito Faraci    | Franco Saudelli     | Angelo Stano |
| 178 | Lettere dall'Inferno           | giugno                | Pasquale Ruju  | Pasquale Ruju  | Ugolino Cossu       | Angelo Stano |
| 179 | La terza faccia della medaglia | luglio                | Michele Medda  | Michele Medda  | Giovanni Freghieri  | Angelo Stano |
| 180 | Notti di caccia                | agosto                | Pasquale Ruju  | Pasquale Ruju  | Nicola Mari         | Angelo Stano |
| 181 | Il marchio del vampiro         | settembre             | Pasquale Ruju  | Pasquale Ruju  | Nicola Mari         | Angelo Stano |
| 182 | Safarà                         | ottobre               | Pasquale Ruju  | Pasquale Ruju  | Giovanni Freghieri  | Angelo Stano |
| 183 | Requiem per un mostro          | novembre              | Paola Barbato  | Paola Barbato  | Giampiero Casertano | Angelo Stano |

## Memorie dal sottosuolo
A Downcourt, in Scozia, vivono i Pennycoat, una famiglia di assassini. Quando i componenti della famiglia cominciano ad essere uccisi uno ad uno, Darren Dolson ingaggerà Dylan Dog affinché ritrovi l'ultimo Pennycoat ancora in vita.

## Per un pugno di sterline
A Londra si è scatenata una follia omicida a causa di alcune banconote maledette. Chiunque ne entri in contatto infatti diventa un feroce assassino. Dylan Dog proverà a scoprire chi ha infettato le banconote, cercando nel frattempo di resistere alla tentazione delle sterline maledette.

## Un colpo di sfortuna
Clarence Clough vince cinque milioni di sterline alla lotteria, ma non può goderseli a causa di un cancro allo stomaco che gli lascia poco tempo da vivere. Quando i suoi amici inizieranno ad essere uccisi uno alla volta, la moglie Brittany chiederà l'aiuto di Dylan Dog.

## Il seme della follia
Dylan Dog decide di fare una gita nel bosco assieme alla sua nuova ragazza Amber, qui i due vengono aggrediti e in seguito la ragazza viene bruciata viva davanti a lui. Divorato dalla vendetta, cercherà di catturare e uccidere Bloody Murray, una rockstar che Dylan ritiene colpevole di aver istigato l'assassino nel suo gesto. 

## Il "progetto"
Dylan Dog viene incaricato da Carl Duchesne di indagare su alcuni strani omicidi, pare infatti che gli assassini siano stati spinti da alcune voci extraterrestri. Si ritroverà così al centro di un complotto che gli costerà un'accusa di omicidio, difeso dall'avvocato Lee Riker, già conosciuta in passato.

## Il discepolo
Dave Nolan è un ragazzo appassionato di splatter che conosce tale Conrad Rathbone, un anziano signore solo e malato a cui sua madre Helena fa da governante. Il vecchio è in realtà un ex serial killer che individua in Dave il suo discepolo, comincerà così a descrivere al ragazzo gli omicidi che ha commesso nel passato.
- L'episodio è un omaggio al film L'allievo, interpretato da Ian McKellen e Brad Renfro.

## Lettere dall'Inferno
Nonostante Aaron Jethro, soprannominato il "Profeta", sia rinchiuso nel Manner's Asylum, la scia di morte da lui indotta non si ferma. Pare infatti che chi riceve una misteriosa lettera da lui inviata, sia poi spinto ad uccidere le persone che più ama, dopo aver inviato a sua volte altre lettere.

## La terza faccia della medaglia
Peter Drabble è un investigatore esperto e molto in gamba attualmente sulle tracce di un serial killer dedito ai copycat. Il caso lo sta portando lentamente alla follia, quindi decide di assumere Dylan Dog affinché indaghi su se stesso.

## Notti di caccia
Twilight e Reginald Duscombe sono due fratelli cacciatori di vampiri, il loro obiettivo è uccidere Jargo, reo di aver sterminato la loro famiglia. Durante l'accaduto, Twilight è rimasta cieca, ma ha avuto il dono di sentire ciò che Jargo le dice nella sua mente. Quando il vampiro si reca a Londra deciso a moltiplicare la sua specie, i due fratelli chiederanno l'aiuto di Dylan Dog per catturarlo e ucciderlo.
- Si tratta della quinta storia non autoconclusiva ma suddivisa in due parti.

## Il marchio del vampiro
Mentre i due fratelli Twilight e Reginald continuano la caccia al maestro Jargo, Dylan Dog conosce la giovane Manila, un vampiro con cui stringe un patto di reciproca salvezza. 
- Si tratta della quinta storia non autoconclusiva, ma suddivisa in due parti.
- La vampira Manila sarà protagonista anche degli albi numero 214 Manila e numero 282 Relazioni pericolose.

## Safarà
Un'aspirante fotomodella uccide i suoi genitori poco tempo dopo un servizio fotografico. Neil Levine, che ha realizzato il servizio, da fotografo senza successo, diventa a seguito dell'accaduto molto famoso. Dylan Dog cerca così di capire cosa succede alle ragazze fotografate da Levine e perché il fotografo non si priva mai della sua vecchia macchina fotografica acquistata da Hamlin, nel negozio Safarà.

## Requiem per un mostro
Nessie, il famoso mostro di Loch Ness, dopo secoli di esistenza pacifica, comincia ad attaccare e uccidere i turisti venuti per vederlo. I sindaci della zona decidono così di ingaggiare Dylan Dog per scoprire a cosa sia dovuta l'improvvisa furia omicida del mostro. Dylan, che non crede alla sua esistenza, sarà così costretto a ricredersi.